# Stenetrium rotundatum
Stenetrium rotundatum là một loài chân đều trong họ Stenetriidae. Loài này được Vanhöffen miêu tả khoa học năm 1914.